# Conquistador (historisch)

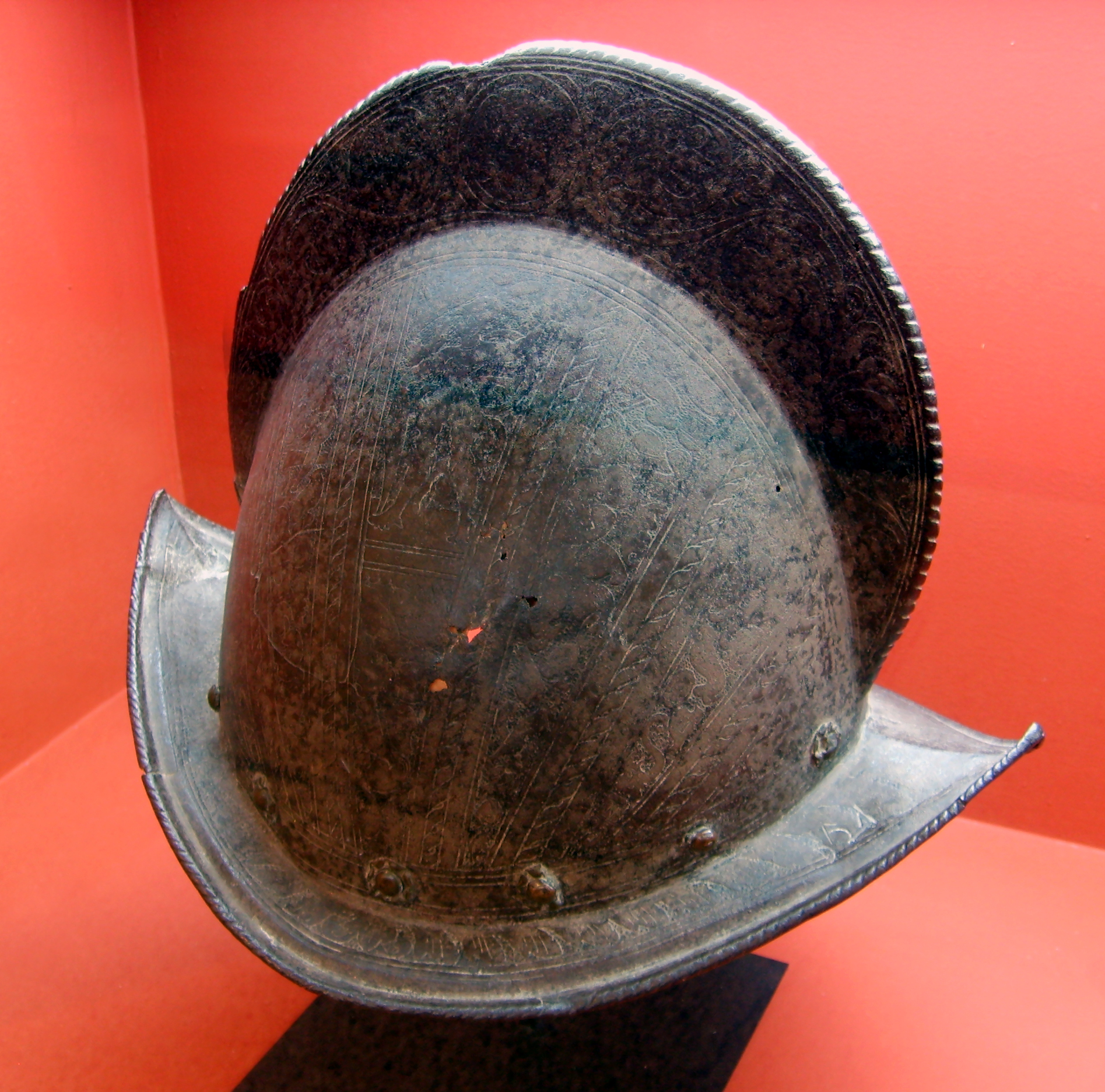
Helm van een conquistador. Museo del Carmen, Maipú (Chili)

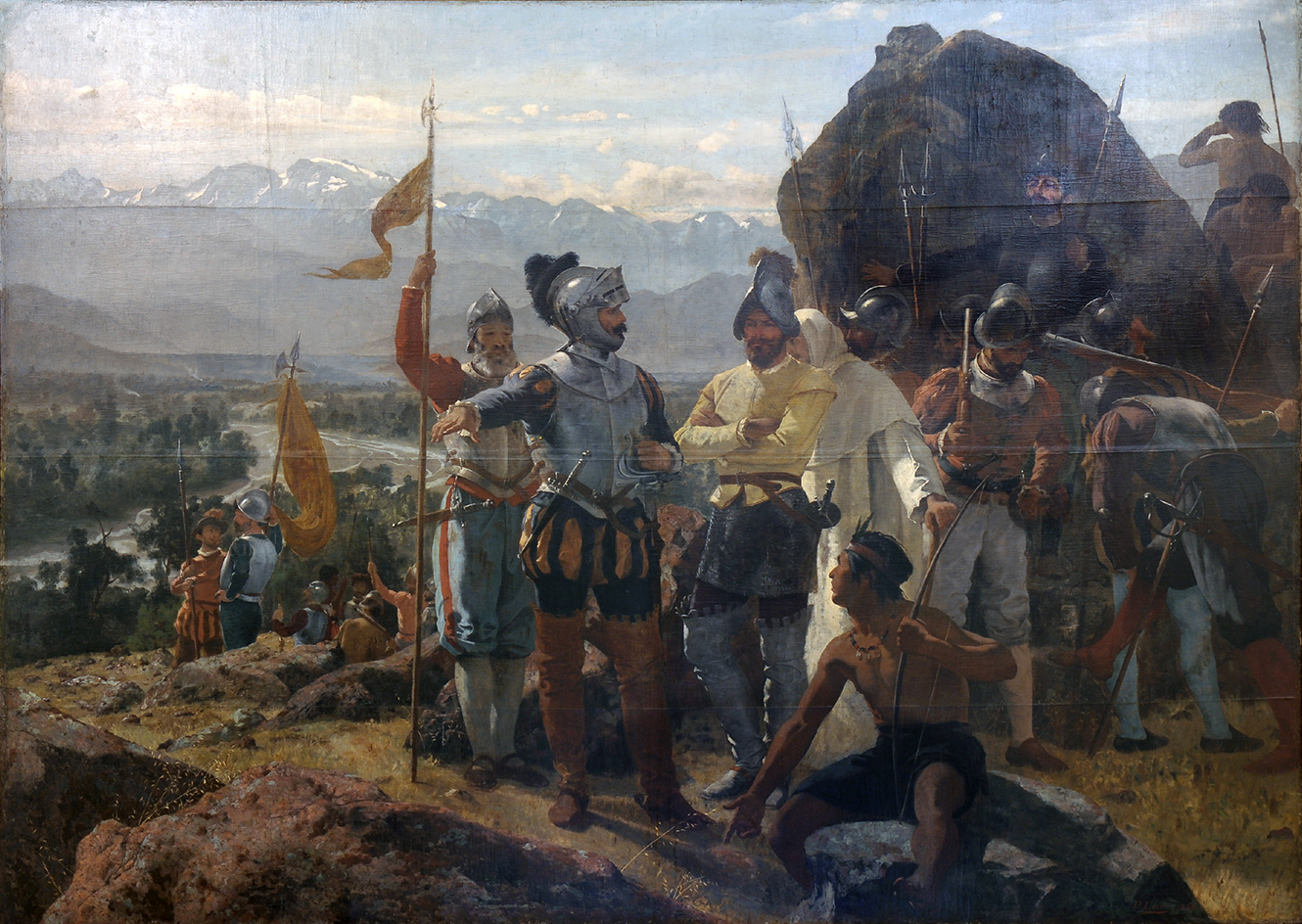
Pedro de Valdivia sticht Santagio de Chile. Schilderij van Pedro Lira, 1889

Een conquistador (de Spaanse term voor 'veroveraar') was een soldaat, veroveraar en avonturier. Een groot deel van Latijns-Amerika en de Filipijnen werd door de conquistadores in de 15e tot de 17e eeuw onder Spaanse controle gebracht.
Nadat Columbus in 1492 het Amerikaanse continent had bereikt, stuurde Spanje al snel expedities uit om de 'Nieuwe Wereld' te veroveren en te evangeliseren. Circa dertig procent van hen waren hidalgo's en behoorden tot de verarmde adel. Door af te reizen naar Latijns-Amerika en de Filipijnen hoopten zij het fortuin te maken dat ze in Europa niet konden krijgen. Veel conquistadores kwamen uit Extremadura.
Aanvankelijk gingen de conquistadores tekeer als ware roofridders en mishandelden de inheemse bevolking van de regio op gruwelijke wijze. De inheemse bevolking (Indianen) werd uitgewrongen en van hun waardevolle bezittingen beroofd, misbruikt, tot slavernij gedwongen en uiteindelijk vaak zonder pardon gedood en hun steden werden vernietigd. Hierdoor zijn veel culturele centra van onder meer de Inca's en de Azteken verdwenen.
Er waren echter ook Spanjaarden die tegen deze misdaden in opstand kwamen. Als gevolg daarvan werd in 1542 een nieuwe koloniale wet aangenomen, waarin werd getracht de indianen in Latijns-Amerika beter te beschermen. Maar voor veel indiaanse gemeenschappen kwam die wet al te laat. Nog veel drastischer voor de bevolking waren de vele ziektes die de veroveraars meebrachten en waartegen de inheemse bevolking aanvankelijk geen weerstand had. Naar schatting verminderde de Indiaanse bevolking binnen korte tijd met 90%.

## Lijst vanconquistadoresen Spaanse ontdekkingsreizigers
Naam (met daarachter regio van verovering of ontdekking, periode van verovering of ontdekking)
- Diego de Almagro (Peru 1524-1535; Chili 1535-1537)
- Juan de Ampiés (Cubagua, Santa Ana de Coro, Curaçao, Aruba, Bonaire ca. 1513-1538)
- Pedro de Alvarado (Cuba 1511; Mexico 1518-1521; Guatemala 1523-1527; Peru 1533-1535; Nieuw-Galicië 1540-1541)
- Lucas Vásquez de Ayllón (oostkust van Noord-Amerika 1524-1527)
- Vasco Núñez de Balboa (Panama 1510-1519)
- Nuño Beltrán de Guzmán (Nieuw-Galicië 1529-1536)
- Sebastián de Belalcázar (Ecuador en Colombia 1533-1536)
- Álvar Núñez Cabeza de Vaca (zuidwesten van de Verenigde Staten 1527-1536; Zuid-Amerika 1540-1542)
- Francisco Hernández de Córdoba (Yucatán 1517)
- Francisco Hernández de Córdoba (Nicaragua 1524-1526) (dit is een naamgenoot van de vorige)
- Francisco Vásquez de Coronado (zuidwesten van de Verenigde Staten 1540-1542)
- Hernán Cortés (Mexico 1518-1522; Honduras 1524; Neder-Californië 1532-1536)
- Bernal Díaz (Yucatán 1517-1518; Mexico 1519-1521)
- Nikolaus Federmann (Venezuela 1530-1535; Colombia 1535-1539)
- Juan de Grijalva (Yucatán, 1518)
- Gonzalo Jiménez de Quesada (Colombia 1536-1537; Venezuela 1569-1572)
- Francisco de Montejo (Yucatán 1527-1546)
- Pánfilo de Narváez (Jamaica 1509; Cuba 1512; Florida 1528)
- Diego de Nicuesa (Panama 1506-1511)
- Cristóbal de Olid (Honduras 1523-1524)
- Francisco de Orellana (Amazone 1541-1543)
- Francisco Pizarro (Peru 1509-1535)
- Gonzalo Pizarro (Peru 1540-1542)
- Juan Ponce de León (Puerto Rico 1508; Florida 1513 en 1521)
- Gonzalo de Sandoval (Mexico 1519-1527)
- Hernando de Soto (zuidoosten van de Verenigde Staten 1539-1542)
- Martin de Ursua (Petén in noordelijk Guatemala) 1696-1697)
- Pedro de Valdivia (Chili, 1540-1552)
- Diego Velázquez de Cuéllar (Cuba 1511-1519)
- Miguel López de Legazpi (Filipijnen 1565-1572)
- Martin de Goiti (Manilla 1569)